# Razval
 Razval  je neobjavljena drama Jožeta Vombergarja iz leta 1980.

## Osebe
- Ana
- Andrej, Vinko, njena sinova
- Rezka, Vinkova žena
- Cila, Andrejeva žena, komunistična okrajna sekretarka
- Žane, Cilin polbrat
- Tonček, Vinkov sinček
- Irma, učiteljica
- Peter, četni vodja
- Dva vojaka
- V tretji sliki neme osebe: Kristus, množica poveličanih, glas iz višav

Kraj: Vinkova in Anina domačija
Čas: od začetka maja 1945 do začetka julija 1945

## Vsebina
predigra: Vinko, domobranski častnik, se poslavlja od noseče žene in sinka, s svojo četo se umika na Koroško. Prepričan je, da se kmalu vrne z zavezniki (Angleži) in skupaj z njimi premaga komuniste. Žena pa je polna težkih slutenj in negotovosti.
slika: Cila fanatično zagovarja partijska stališča, Žane je ostro kritičen; namigne, da ve za Cilina dejanja, ki jih je kot partijska funkcionarka zagrešila v nemškem taborišču. Cila je negotova, polna sovraštva, Žane pa ji zaničljivo vrže svojo partijsko izkaznico pred noge in odide. Sledi razgovor med Andrejem in Cilo, ki pokaže, da je bil Vinko – ta je pobegnil z morišča in se menda skriva v gozdovih – Cilina prva, neuslišana ljubezen, Cila pa možu očita svojo partijsko tekmico Irmo. Andrej je izgubil zaupanje v poslanstvo Partije, ogorčen je nad poboji domobrancev, o katerih se širijo govorice, nad nasiljem, ki ga povsod zganja oblast. Ženi izvije obljubo, da bi se ta zatekel domov, jo ogorčeno zavrne. – Ana povedat, da Vinkova hčerkica, ki je ostala brez matere, umira; prosi Cilo, naj vendar pomaga. Ko Cila izve, da Ani nagajajo Irma in njena skupina, sklene, da bo Rezko rešila, svoje tekmece pa uničila; z Žanetom vred, saj ga dolži, da tudi spada med nje. Med neprijetnim razgovorom Ana pretrpi hudo srčno slabost, kar opazi edini Žane in jo odpelje v svojo sobo. – Tedaj vstopi Vinko, raztrgan in izmučen. Andrej ga sprejme, čeprav s strahom, sprejme ga tudi Cila, v kateri je za trenutek zagorela njena prejšnja ljubezen. Ko pa Žane prevzame vso odgovornost za ubežnika in ga odpelje k sebi, se odloči Vinka izrabiti, da bi pogubila Žaneta in rešila sebe. Po zapletih, ki zvečujejo napetost, pride še Irma in namiguje na sumljive obiske … Ko odhaja, plane Cila s samokresom v roki za njo. – Ana umira, poslavlja se od Andreja, ko se zunaj zaslišijo streli in Vinkov krik. Cila se vrne v hišo čudno razburjena, za njo Žane, ki pove, da je ona streljala na Vinka in ga ranila. Andrej je zgrožen nad svojo ženo-morilko. A že je tu vojaška straža, v Vinkovem žepu je našla Andrejevo izkaznico, ker je Žane po pomoti dal Vinku Andrejev suknjič. Cili se s težavo posreči, da odvrne sum s sebe in Andreja, edini krivec ostane Žane. A tedaj se pojavi Irma in obtoži zakonca, obenem pa pride na dan, da je Cila v taborišču ljudi izdajala Gestapu. * Straža odpelje vse, Irma uživa v maščevanju nad Andrejem in Cilo, Ana pa sama in zapuščena izdihne.
poveličanje: V bleščeči svetlobi se veselo srečata Ana in Vinko, za njima prihajajo vsi njuni dragi in dolga vrsta blaženih. Množica srečno prepeva alelujo.
- varianta konca: V Cili se zbudi vest, zlomljeno prizna, da Vinka še zmeraj ljubi, hotela je vse žrtvovati in z njim pobegniti, a jo je odbil; zato je streljala nanj in na Žaneta, ki ga pa ni zadela. Prizna, da je v taborišču ljudi izdajala Gestapu, sama se obsodi za zločinko in morilko. Pred poveljnikom straže prevzame nase vso krivdo, si z orožjem izsili izhod in se ustreli.